# Косино (станция метро)
«Косино́» — станция Московского метрополитена на Некрасовской линии, открытая 3 июня 2019 года. Связана пересадкой со станцией «Лермонтовский проспект» Таганско-Краснопресненской линии. Расположена близ границы районов Выхино-Жулебино (ЮВАО) и Косино-Ухтомский (ВАО). По конструкции — колонная трёхпролётная станция мелкого заложения с одной островной платформой.

## Название
Названа так из-за пересадки на железнодорожную платформу «Косино», даже несмотря на то, что станция метро не находится в районе Косино-Ухтомский и выходы со станции ведут прямиком к деревне и микрорайону Жулебино.

## История

### Строительство станции
Согласно постановлению Правительства Москвы от 4 мая 2012 года, станция должна была быть построена в 2016 году. В декабре 2014 года начался снос зданий на месте строительства станции. Строительство велось в котловане открытым способом.
По состоянию на начало ноября 2017 года станция находилась в высокой степени готовности, были завершены монолитные работы, продолжались строительство стен и перекрытий внутренних помещений, шла подготовка к монтажу эскалаторов и инженерных систем.
В конце апреля 2018 года готовность станции составляла 72 %.
31 августа 2018 года проведён технический пуск участка «Косино» — «Некрасовка».

### Строительство перегонных тоннелей
1 февраля 2017 года тоннелепроходческий комплекс «Robbins-371» начал проходку левого перегонного тоннеля от «Косино» до «Улицы Дмитриевского».
27 апреля 2017 года была начата, а 7 октября того же года закончена проходка левого перегонного тоннеля от переходной камеры между станциями «Косино» и «Юго-Восточная» до станции «Косино». Для строительства участка этого туннеля под тоннелями Таганско-Краснопресненской линии на неделю закрывалось движение на её юго-восточном участке (от станции «Лермонтовский проспект» до станции «Котельники»). 25 декабря 2017 года была начата проходка правого перегонного тоннеля на этом же участке. Длина тоннеля — 683 метра, завершение проходки ожидалось весной 2018 года. Проходка обоих тоннелей осуществлялась посредством ТПМК «Herrenknecht» S-736 (Светлана).

### Перенос сроков
Станцию изначально планировалось открыть в IV квартале 2014 года; в ноябре 2013 эта информация появилась на сайте правительства Москвы. Однако в феврале 2014 года М. Ш. Хуснуллин говорил уже о 2015 или 2016 годе.
В конце марта 2018 года Хуснуллин сообщил, что участок «Косино» — «Некрасовка» планируется запустить к концу лета 2018 года, хотя, по его же словам, техническая возможность для такого пуска отсутствует, и линия будет запущена полностью в 2019 году.
31 августа 2018 года мэр Москвы Сергей Собянин, проводя тестовый пуск участка из 4 станций, сказал, что запуск линии для пассажиров ожидается в конце 2018 года. Осенью 2018 года в камере съездов станции произошёл прорыв стены тоннеля, что и привело к очередному срыву сроков более, чем на полгода. Открытие станции состоялось 3 июня 2019 года.

## Расположение и вестибюли
Станция «Косино» расположена на востоке Москвы, за МКАД, на границе 1-го микрорайона Жулебина, между железнодорожной платформой Косино и Лермонтовским проспектом. Планируется организация транспортно-пересадочного узла «Косино», который должен будет стать крупнейшим на Некрасовской линии. В его состав вместе со станцией «Косино» войдёт станция «Лермонтовский проспект» Таганско-Краснопресненской линии и платформа Косино Рязанского направления Московской железной дороги.
Станция имеет два подземных вестибюля, связанных со станцией подходными коридорами и четырёхленточными эскалаторами. Северный вестибюль ведёт к железнодорожной платформе Косино, предполагается сооружение подземного перехода под Казанским/Рязанским направлением МЖД с лестничными сходами к железнодорожным платформам и Каскадной улице. Южный вестибюль соединён коридором с северным вестибюлем станции «Лермонтовский проспект». Из южного вестибюля можно выйти в ныне существующий подземный переход под Лермонтовским проспектом. Стены вестибюлей и кассовых залов облицованы белым саянским и кремово-пятнистым мрамором. Над турникетами размещены панно, изображающие узоры из жёлтых листьев.

## Пересадки
Со станции организована пересадка на Таганско-Краснопресненскую линию, которая осуществляется между южным вестибюлем «Косино» и северным вестибюлем «Лермонтовского проспекта», а также наземный переход на станцию Косино линии МЦД-3.

## Архитектура и оформление

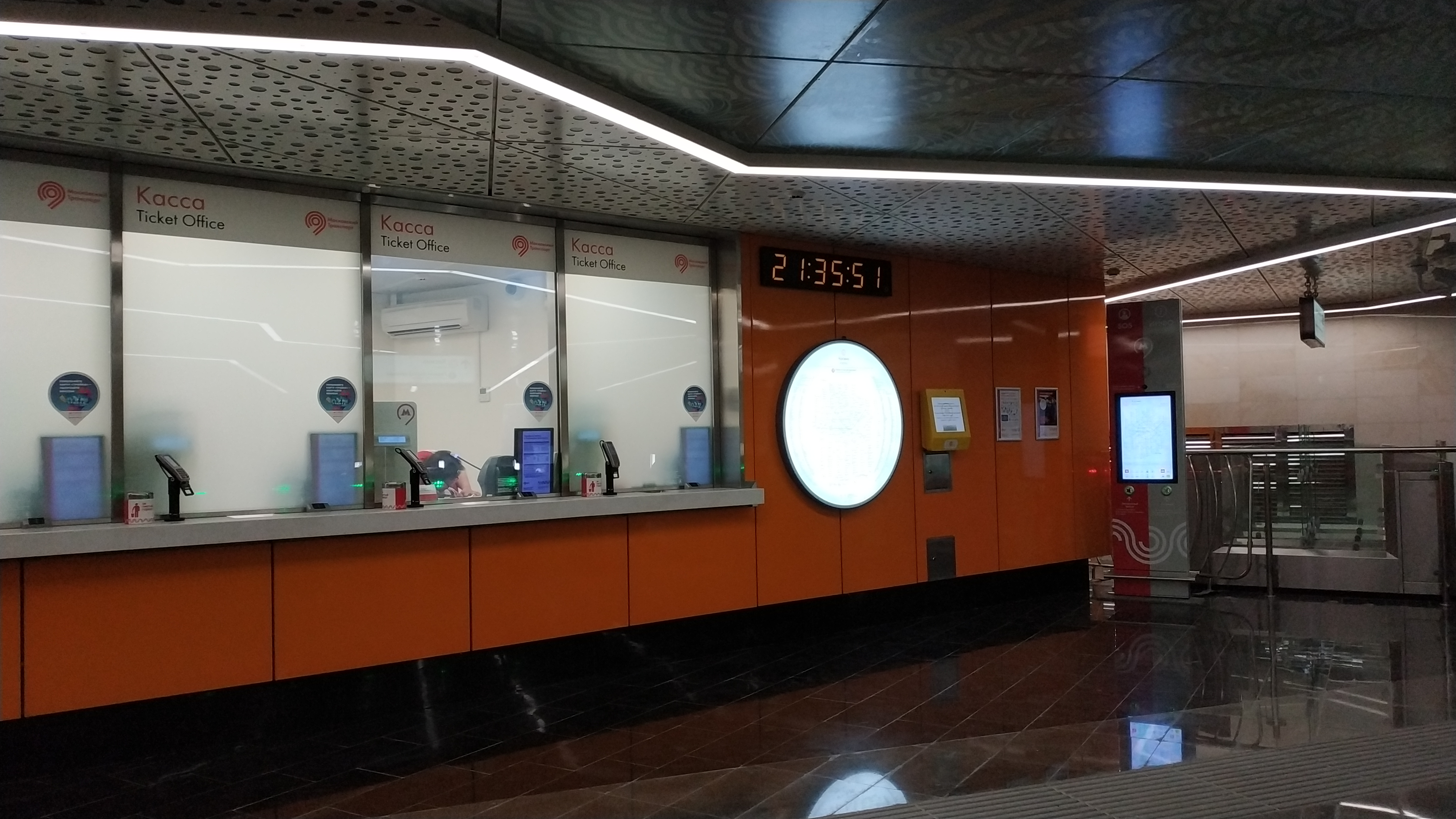
Касса

Колонная трёхпролётная станция мелкого заложения с одной островной платформой.
Оформление содержит отсылки к местной достопримечательности — Косинским озёрам. Основными цветами на станции являются синий, жёлтый, зелёный и серый. Состоящий из треугольных элементов глянцевый подвесной потолок по задумке проектировщиков должен создать эффект мерцания воды. Пол станции покрыт гранитом, колонны — алюминиевыми панелями цвета «бриллиантово-шампанский металлик». На платформе установлены светящиеся панно с изображением озёрных камышей.

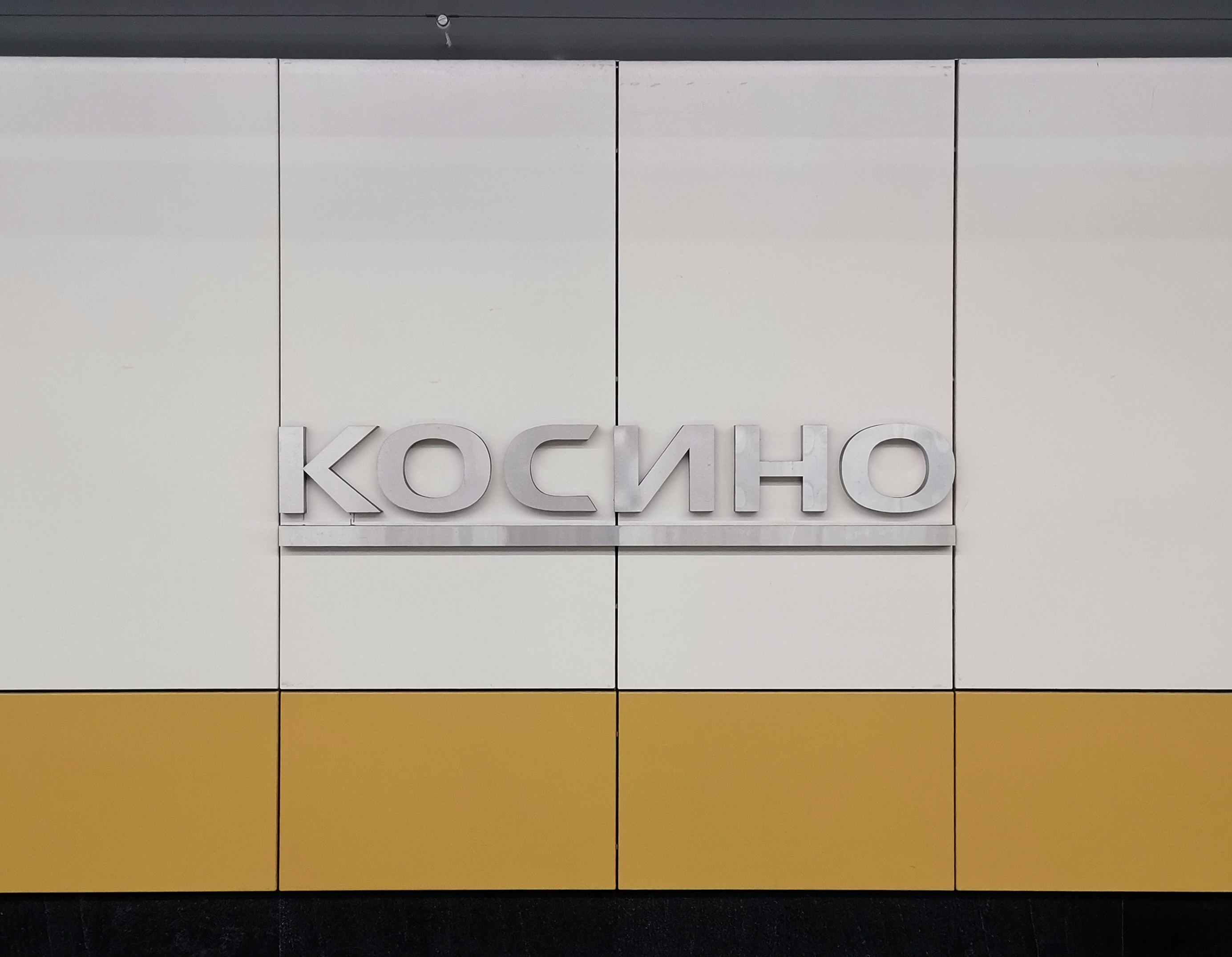
Логотип
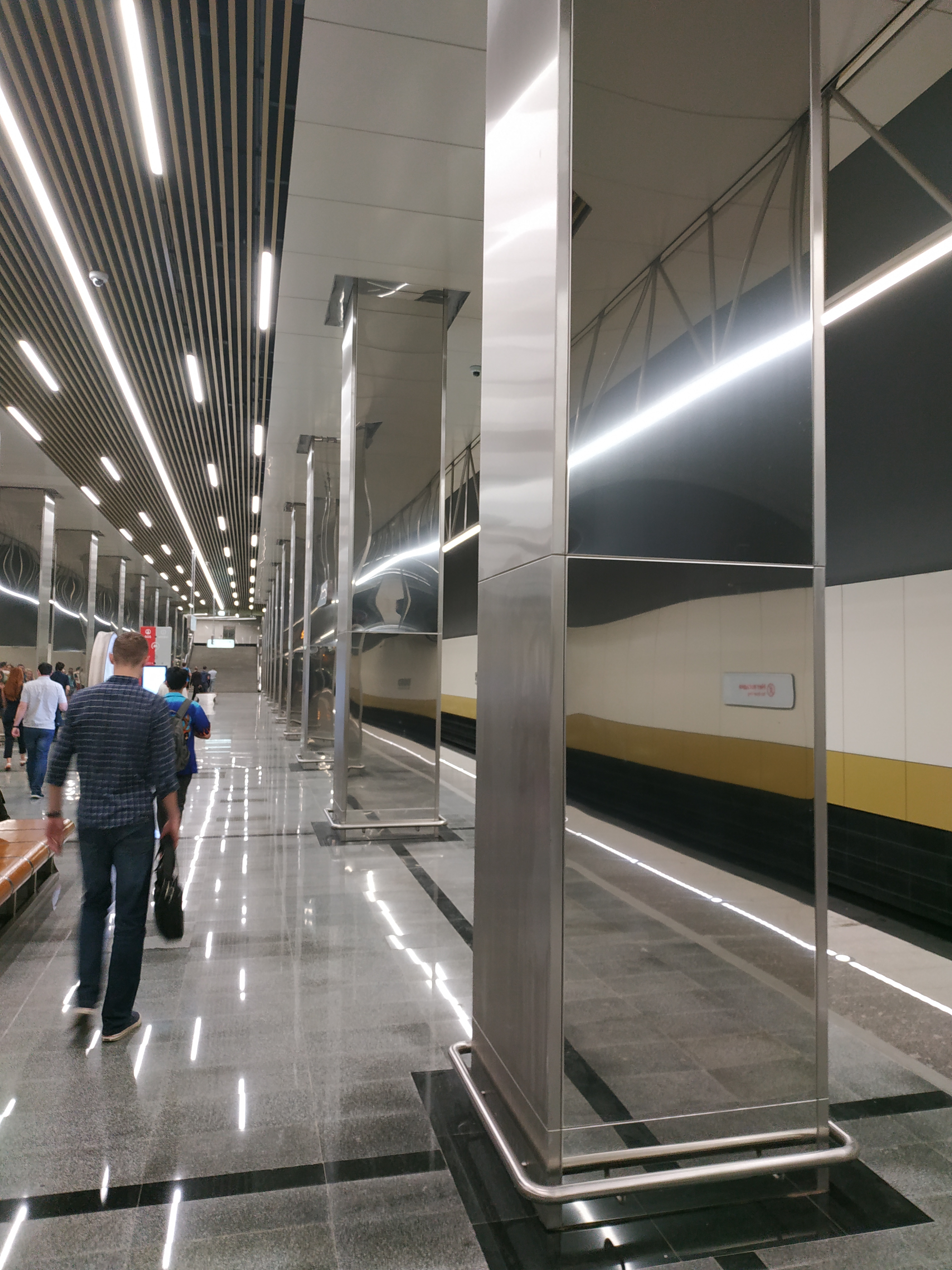
Колонна
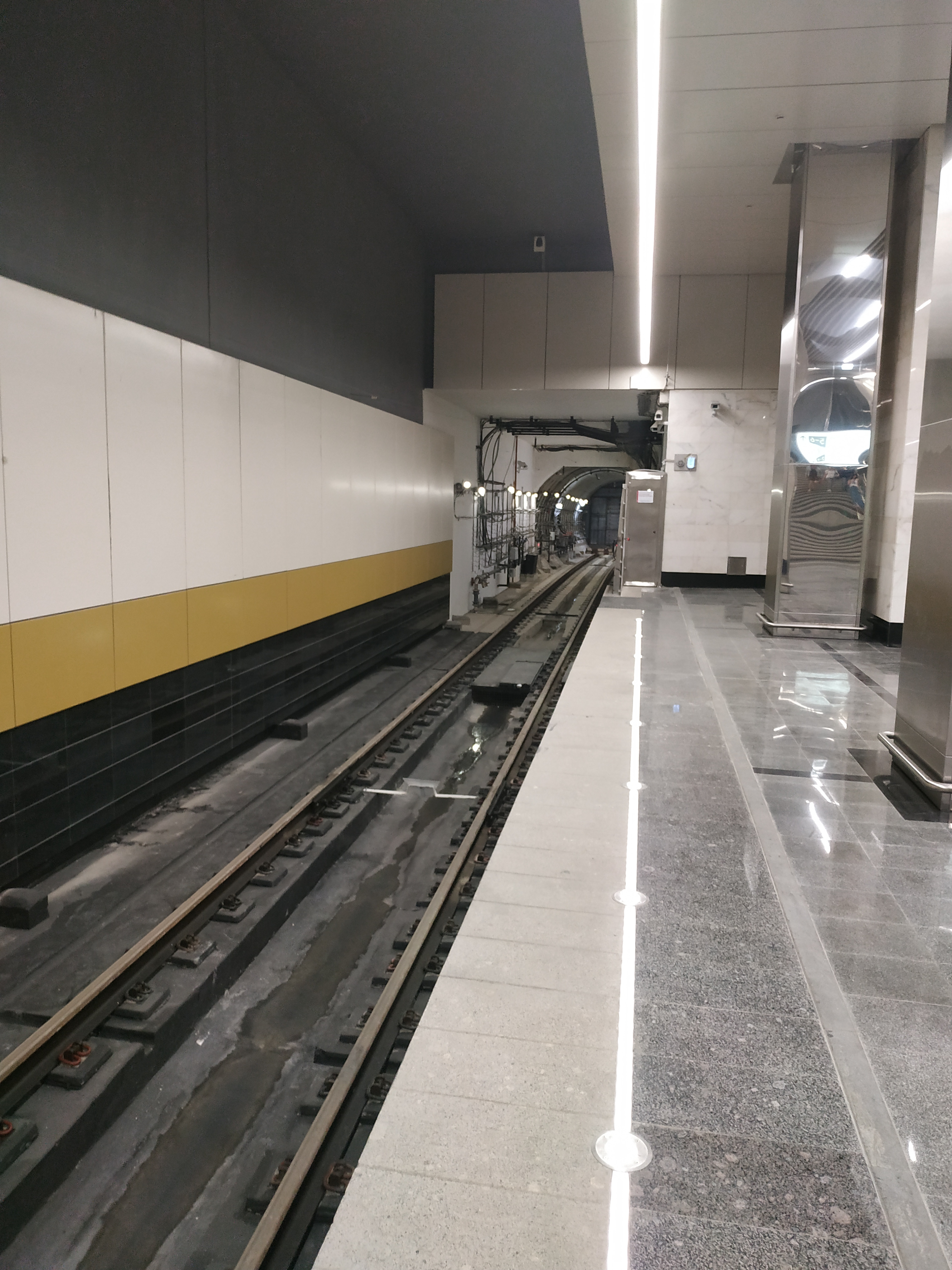
Заглушка на 2 пути в западном торце станции (в настоящее время она демонтирована). Сейчас с этой стороны прибывают поезда со станции «Юго-Восточная»
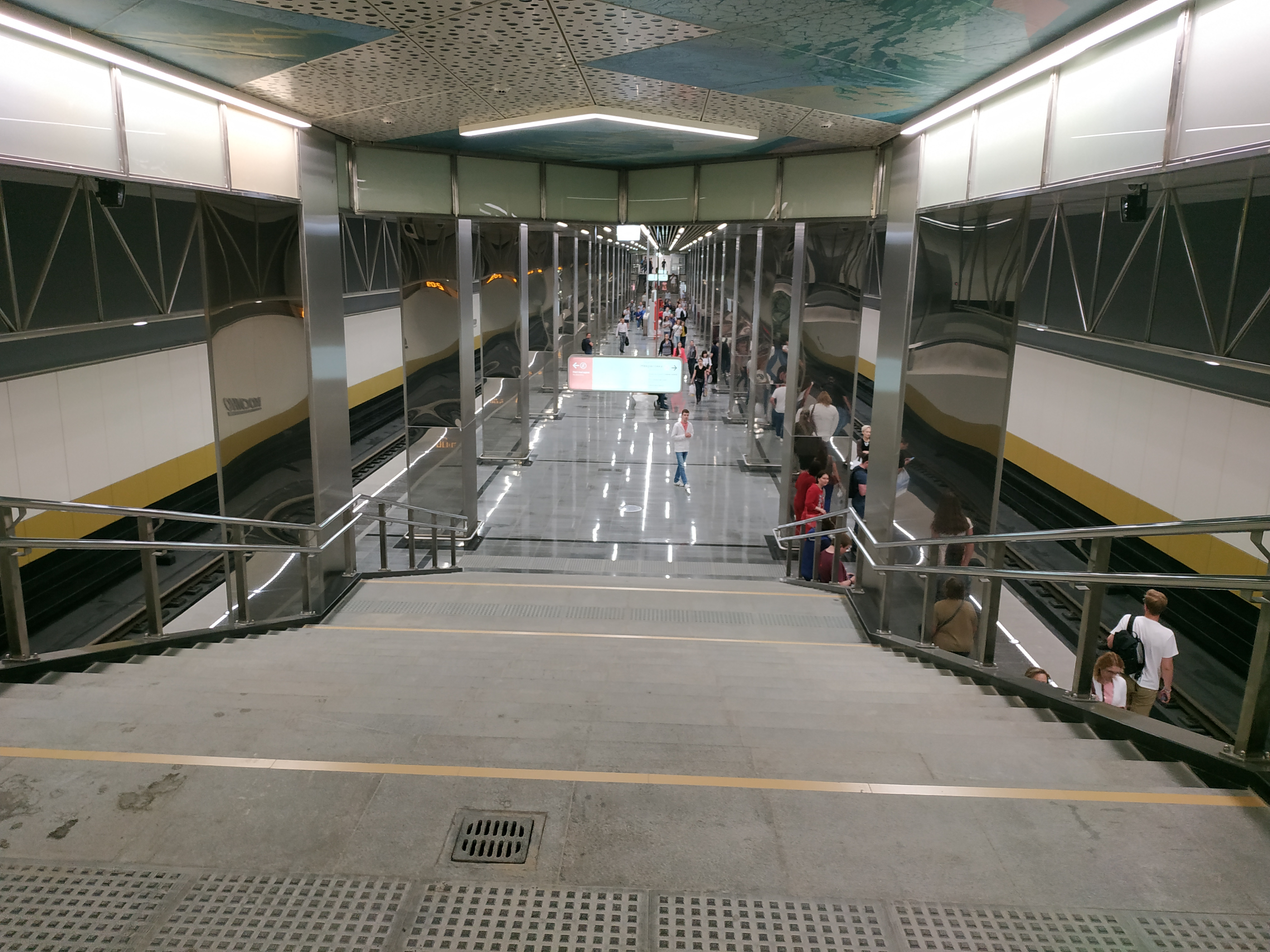
Вид на станцию со стороны восточного торца
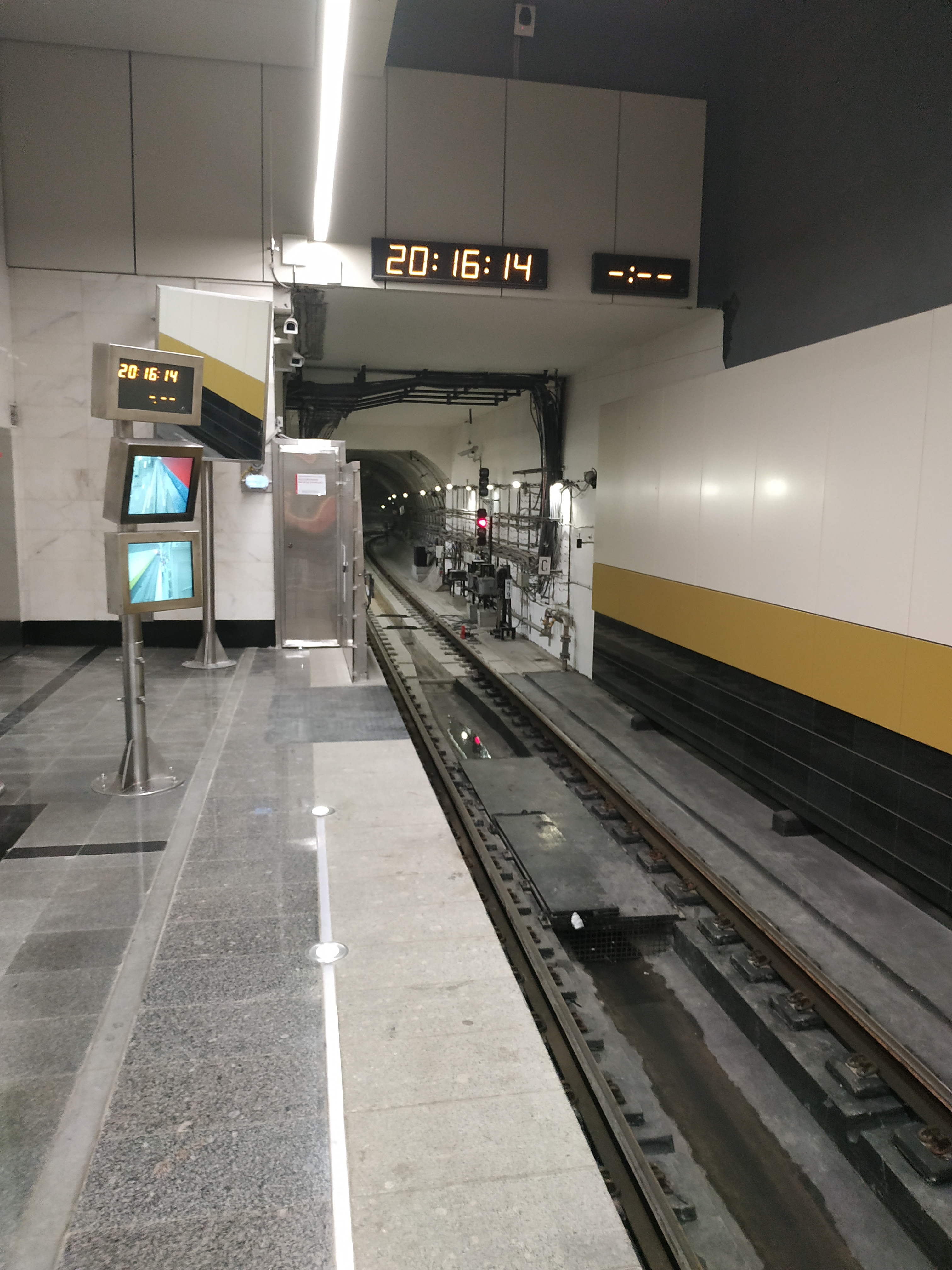
Тоннель ССВ со станции «Выхино» (часть перегона к Юго-Восточной).
Декор потолка

## Наземный общественный транспорт

### Городской
На этой станции можно пересесть на следующие маршруты городского пассажирского транспорта:
- Автобусы: 177, с613, 669, 722, 723, 747, 773, 787

### Областной
- Автобусы: 323, 346, 352, 463
- Маршрутные такси: 534к, 552к, 1074, 373к, 50к, 393к, 546к

## Путевое развитие
К западу от станции, в направлении к «Юго-Восточной», находится служебная соединительная ветвь к станции «Лермонтовский проспект» Таганско-Краснопресненской линии. Между станциями «Косино» и «Улица Дмитриевского» находится пошёрстный съезд, использовавшийся до продления линии до станции «Лефортово» для оборота с пассажирами при следовании в сторону «Некрасовки».